# Kleopatra (Tochter des Tros)
Kleopatra (altgriechisch Κλεοπάτρα Kleopátra) war in der Griechischen Mythologie laut der von Apollodor angegebenen Genealogie eine Tochter des trojanischen Königs Tros, nach dem die Gegend von Troja benannt gewesen sein sollte, und seiner Gattin Kallirrhoë, der Tochter des phrygischen Flussgottes Skamandros. Damit war Kleopatra die Schwester des Ilos, Assarakos und Ganymedes.
In der Darstellung des Trojanischen Krieges von Dictys Cretensis wird Kleopatra dagegen als Cleomestra bezeichnet und als Mutter des Assarakos angeführt.